# 金沙江
金沙江（きんさこう，拼音: Jīnshā Jiāng）とは、長江上流部の中国語による名称である。金沙江は青海省西部の崑崙（こんろん）山脈中に発源し、チベットと四川省の境を南下して雲南に入り、東転して四川省を流れ、宜賓（ぎひん）で岷江（びんこう）と合流し、そこから先が中国語では「長江」と呼ばれる。なお、この付近はディチュ河（チベット語：འབྲི་ཆུ ワイリー拡張方式のチベット語表記: 'bri chu）と呼ばれる場合もある。ディチュ河とは、チベット高原の中央部を、西から横断し、東南方向へ流れる長江のチベット語名である。ただし、金沙江とディチュ河の範囲は、完全には一致しない。

## 概要

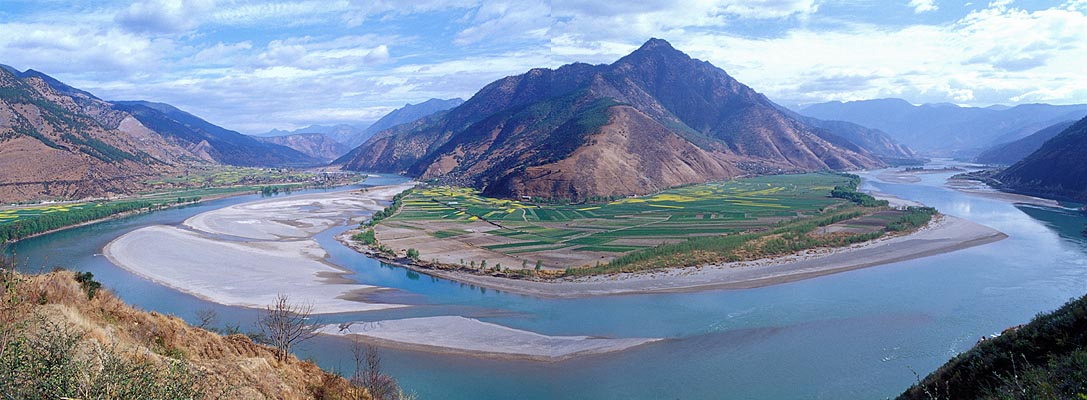
金沙江は雲南省で南向きから北向きへ180度流れを変え、この場所（玉竜ナシ族自治県石鼓鎮付近）は「長江第一湾」と呼ばれる。

金沙江の名は、川から砂金が採れたことに由来する。明の宋応星は《天工開物》で、〈水中から採れる金〉は麗水すなわち金沙江の数ヵ所にのぼることを指摘している。
金沙江は青海省西部の崑崙山脈の南側で端を発した後、東へ向かい、青海省とチベット（西蔵）自治区の境界を成すタンラ山脈の北麓を流れる。そこから次第に南へと方向を変え、横断山脈付近を南方へと流れ、チベット東部のカム地方を東西に二分している。東経97度、北緯27度から37度付近では、中国の行政区分で言う「西蔵自治区」と「四川省」の境界にされている。その先では、山々の間を縫うように流れの向きを頻繁に変えながら南東の方向へと進む。そうして雲貴高原の北部へ達すると、そこからは北東へと流れる。
雲南省と四川省の境では、2021年現在白鶴灘水力発電所の建設が進められており、1基当たり100万kwという世界で単一設備容量が最大の水力タービン発電機が8基設置される予定となっている。
四川盆地の南西端付近に形成された都市である宜賓市の付近で岷江と合流した先を、中国では長江と呼んでいる。

## 仮説
インドシナ半島の北東部を流れトンキン湾へと注ぐ紅河は、その元々の上流部が金沙江であったものの、地殻変動によって、長江に奪われたという説も存在する。